# Irska garda
Irska garda (eng. Irish Guards, IG) je pješačka pukovnija te dio gardijske divizije unutar britanske vojske. Irska garda i Kraljevska irska pukovnija su jedine dvije irske pukovnije u britanskoj vojsci.
Pripadnici irske garde se novače u Sjevernoj Irskoj te većim britanskim gradovima u irskoj blizini. Budući da u Republici Irskoj postoji Zakon o obrani, Irskoj gardi je zabranjeno da se bilo koji irski građanin (misleći pritom na Republiku) novači ili nagovara na pristup u njihovu ili bilo koju drugu stranu vojsku. Zbog toga Irci ne mogu pristupiti Irskoj gardi. Prema tradiciji, gardi pristupaju britanski državljani ali bilo je iznimaka kao što je Christopher Muzvuru iz Zimbabvea. U povijesnim primjerima, gardi je u studenome 1942. kao volonter pristupio Jean, veliki vojvoda od Luksemburga.
Povijesno gledano, časnici Irske garde su školovani u britanskim javnim školama (Ampleforth College, Downside School i Stonyhurst College) te su najčešće rimokatoličke vjeroispovijesti. Danas se taj prosjek smanjuje.
Jedan od načina razlikovanja pet različitih kraljevskih gardi je i razmak između gumbiju na vojnim odorama. Pripadnici Irske garde imaju gumbe raspoređene u dvije skupine po četiri gumba da su po redosljedu četvrta osnovana kraljevska garda.

## Povijest
Pukovnija Irske garde je formirana 1. travnja 1900. po zapovijedi kraljice Viktorije u čast irskome narodu koji se za britansku krunu borio u Drugome burskom ratu u današnjoj Južnoj Africi.
Tijekom 1. svjetskog rata pripadnici irske garde bili su razmješteni u Francuskoj te na zapadnoj fronti. Tokom 1914. i početkom 1915. garda je sudjelovala u brojnim bitkama, uključujući i borbe u mjestima Mons, Marne i Ypres. 1915. je stvorena dodatna bojna a druga bojna se borila u Loosu. Tijekom 1916. Irska garda je uključena u bitku u Sommeu gdje su imali velike gubitke. 1917. garda je sudjelovala u bitci u Cambrai te trećoj bitci u Ypresu. Pripadnici Irske garde borili su se do posljednjih dana rata, uključujući i napade na hindenburšku liniju.
Irska garda je tijekom cijelog prvog svjetskog rata izgubila 2300 vojnika i časnika. Među njima je bio i John Kipling, sin engleskog književnika Rudyarda Kiplinga. Pripadnicima pukovnije tada je podijeljeno 406 medalja uključujući i četiri Viktorijina križa.
U razdoblju između prvog i drugog svjetskog rata pukovnija je raspoređena na područjima Gibraltara, Turske, Egipta i Palestine.
Tijekom 2. svjeskog rata Irska garda se borila u Norveškoj, Francuskoj, Italiji i sjevernoj Africi a nakon Dana D (6. lipnja 1944.) na području Francuske, Belgije, Nizozemske i Njemačke. Tokom rata je poginulo više od 700 pripadnika garde a dodijeljeno je 252 medalja, uključujući i dva Viktorijina križa.
Završetkom 2. svjetskog rata Irska garda je služila na mnogima područjima sukoba te je dio britanske vojne baze u Njemačkoj pokraj rijeke Rajne. Tijekom 1970-ih garda je imala vlastiti garnizon u Hong Kongu. U novije vrijeme pripadnici Irske garde sudjelovali su u ratovima na području bivše SFRJ kao i ratovima u Afganistanu i Iraku.
Zbog političke i nacionalne osjetljivosti Irska garda nije bila raspoređena na području Sjeverne Irske. Pripadnici IRA-e su u listopadu 1981. postavili bombu u autobus koji je prevozio vojnike do vojarne. Prilikom aktivacije bombe ozlijeđeno je 23 vojnika a dva putnika su poginula.

## Znamenitosti garde
Pripadnici Irske garde nose grimizne tunike te crvene vojne odore i crne hlače. Gumbi na odorama su raspoređeni u dva reda po četiri gumba označavajući time da se radi o četvrtoj osnovanoj pukovniji. Ovratnici su ukrašeni s djetelinom s obje strane (kao simbolom Irske).
Moto Irske garde je "Quis Separabit" ili "Tko će nas rastaviti ?" preuzet iz reda sv. Patrika.
Pripadnici garde poznati su po nadimku "The Micks". Iako se taj termin u Britaniji smatra pogrdnim u civilnom životu, njegovo korištenje se tolerira unutar vojske. Raniji nadimak "Bob's Own" prestao se koristiti nakon feldmamršala lorda Fredericka Robertsa
1902. pasmina irski vučji hrt je kod Kluba ljubitelja irskih vučjih hrtova predstavljen kao službena maskota pukovnije te se namjeravala povećati popularnost te pasmine kod javnosti. Prvi pas koji je postao maskota nazvan je Brian Boru.
1961. taj pas je postao službena vojna maskota te je uveden u službu Kraljevskog vojnog veterinarskog korpusa. Irska garda je jedina pukovnija u britanskoj vojsci kojoj je dozvoljeno da pas kao maskota predvodi pukovniju tokom vojne parade. Trenutačni vučji hrt u Irskoj gardi zove se Conmael a debitirao je na svečanosti Trooping the Colour 13. lipnja 2009.
Dan pukovnije i njene tradicionalne proslave je Dan sv. Patrika. Tada svi članovi pukovnije nose svježu djetelinu bez obzira gdje su stacionirani. Tada (osim ako su trupe u ratu) pripadnici Irske garde imaju tradicionalnu prezentaciju kod članova britanske kraljevske obitelji. Prvi puta su predstavljeni 1901. kraljici Elizabeti Bowes-Lyon (Kraljici Majci) i kraljici Aleksandri od Danske. 1950. na pedesetu obljetnicu pukovnije, garda je osobno predstavljena kralju Đuru VI.
1989. Kraljica Majka nije bila u mogućnosti da putuje u Belize gdje je pukovnija bila stacionirana, umjesto nje Irsku gardu je posjetio veliki vojvoda od Luksemburga.
Pukovnija Irske garde je povezana s 4. bojnom Kraljevske australske pukovnije.
Tokom kraljevskog vjenčanja 29. travnja 2011. između princa Williama i Kate Middleton, sam princ je tom prigodom nosio svečanu uniformu Irske garde u kojoj ima čin pukovnika.

## Borbene počasti
Pripadnicima Irske garde dodijeljene su medalje u sljedećim ratovima, bitkama i operacijama:
- Prvi svjetski rat: Bitka u Monsu, Prva bitka u Marneu 1914., Bitka u Aisneu 1914., Bitke u Ypresu 1914. – 1917., Bitka u Langemarcku 1914., Gheluvelt, Nonne Bosschen, Bitka u Festubertu 1915., Loos, Bitka u Sommeu 1916. – 1918., Flers-Courcelette, Morval, Pilckem, Poelcapelle, Passchendaele, Bitka u Cambrai 1917. i 1918., St. Quentin, Lys, Hazebrouck, Bitka u Albertu 1918., Bitka u Bapaumeu 1918., Bitka u Arrasu 1918., Bitka u Scarpeu 1918., Drocourt-Quéant, Hindenburg Line, Canal du Nord, Selle, Sambre, borbe u Francuskoj i Flandriji između 1914. i 1918.
- Drugi svjetski rat
  - Sjeverna i zapadna Europa: Pothus, borbe u Norveškoj 1940., Operacija Dynamo 1940., Cagny, Mont Pincon, Neerpelt, Nijmegen, Aam, Rhineland, Hochwald, Rhine, Bentheim.
  - Italija: Anzio, Aprilia, Carroceto.
  - Sjeverna Afrika: Medjez Plain, Djebel bou Aoukaz.
- Arapski poluotok: Bitka u Basri 2003., Irački rat.

### Primatelji Viktorijinog križa
- Edward Colquhoun Charlton, 2. bojna Irske garde
- John Patrick Kenneally, 1. bojna Irske garde
- James Marshall, pripadnik Irske garde ali je priključen 16. bojnoj Lancashire Fusiliers
- John Moyney, 2. bojna Irske garde
- Michael O'Leary, 1. bojna Irske garde
- Thomas Woodcock, 2. bojna Irske garde

## Poznati pripadnici Irske garde
- Harold Alexander, 1. grof Alexander od Tunisa
- Alastair Boyd, 7. barun Kilmarnocka
- James Chichester-Clark
- Arthur Dooley
- John "Jack" Kipling, jedini sin Rudyarda Kiplinga
- Patrick Leigh Fermor
- Josef Locke
- Hugh Lofting
- George Henry Morris
- Liam O'Flaherty
- Terence O'Neill
- John Ormsby Evelyn Vandeleur
- Giles Vandeleur

## Pukovnici Irske garde
Unutar britanske vojske obično postoji i počasni čin pukovnika koji se najčešće dodjeljuje nekome od članova kraljevske obitelji ili umirovljenome i uglednome vojnome časniku koji nije služio unutar Irske garde ali je svojim doprinosima pomogao interesima garde. Vrhovni zapovjednik Irske garde je britanski kralj Karlo III.
| Do sada imenovani pukovnici | Do sada imenovani pukovnici                           | Do sada imenovani pukovnici | Do sada imenovani pukovnici |
| Čin                         | Ime časnika                                           | Dodijeljeni ordeni | Datum imenovanja            |
| --------------------------- | ----------------------------------------------------- | --- | --------------------------- |
| Feldmaršal                  | grof Frederick Roberts                                | Viktorijin križ, Orden Gartera, Orden sv. Patrika, Privy Council, Orden Batha, Orden Merita, Orden Zvijezde Indije, Orden Indijskog Carstva | 17. listopada 1900.         |
| Feldmaršal                  | grof Herbert Kitchener                                | Orden Gartera, Orden sv. Patrika, Privy Council, Orden Batha, Orden Merita, Orden Zvijezde Indije, Orden Indijskog Carstva                  | 15. studenoga 1914.         |
| Feldmaršal                  | grof John French                                      | Orden sv. Patrika, Privy Council, Orden Batha, Orden Merita, GCVO, KCMG, Aide-de-Camp                                                       | 6. lipnja 1916.             |
| Feldmaršal                  | grof Frederick Lambart                                | Orden sv. Patrika, Orden Batha, GCMG, GCVO, GBE                                                                                             | 23. svibnja 1925.           |
| Feldmaršal                  | grof Harold Alexander                                 | Orden Gartera, Privy Council, Orden Batha, Orden Merita, GCMG, CSI, DSO, Vojni križ                                                         | 28. kolovoza 1946.          |
| General                     | sir Basil Eugster                                     | Orden Batha, KCVO, CBE, DSO, Vojni križ | 17. lipnja 1969.            |
| General                     | Jean, veliki vojvoda od Luksembourga                  | Orden Gartera | 21. kolovoza 1984.          |
| ???                         | James Hamilton, 5. vojvoda od Abercorna               | Orden Gartera | 1. studenoga 2000.          |
| General-bojnik              | sir Sebastian Roberts                                 | Kraljevski viktorijanski red, OBE | 17. ožujka 2008.            |
| Pukovnik                    | Njegovo Kraljevsko Veličanstvo, vojvoda od Cambridgea | Orden Gartera | 10. veljače 2011.           |

## Vanjske poveznice
- Verney, Peter (1970). The Micks: The Story of the Irish Guards. Peter Davis. ISBN 0432186506.
- Johnstone, Thomas (1992). Orange and Green and Khaki: The Story of the Irish Regiments in the Great War, 1914-18. Dublin: Gill and MacMillen. ISBN 9780717119943.
- Harris, R. G. (1988). The Irish Regiments: A Pictorial History, 1683-1987. Tunbridge Wells, Kent: Nutshell. ISBN 1871876001.
- Harris, Henry (1968). The Irish Regiments in the First World War. Cork: Mercier Press.
- Murphy, David (2007). Irish Regiments in the World Wars. Oxford: Osprey. ISBN 9781846030154.
- Kipling, Rudyard (1923). The Irish Guards in the Great War. London.